# Charles III de Bourbon
Pour les articles homonymes, voir Connétable de Bourbon, Charles de Bourbon-Montpensier, prince de La Roche-sur-Yon et Charles III.
Signature
Charles III de Bourbon, aussi connu comme le « Connétable de Bourbon », né le 17 février 1490 à Montpensier (Auvergne) et mort le 6 mai 1527 à Rome, est un noble français de la maison de Bourbon, prince du sang, prince de la Dombes, duc de Bourbon et d'Auvergne, duc de Châtellerault, dauphin d'Auvergne, comte de Montpensier, de Clermont, de Forez, de la Marche, vicomte de Carlat, sire de Beaujeu de 1505 à 1523, seigneur de Mercœur, et seigneur de Combraille.
Grâce à son mariage avec sa cousine Suzanne de Bourbon (1505), il se trouve à la tête d'une principauté importante et apparaît comme le dernier des grands féodaux en mesure de s'opposer au roi de France. Sa principauté, constituée à partir du duché de Bourbon s'étend de la Marche à la Dombes en passant par l'Auvergne. Elle couvre tant des territoires dépendant du royaume de France que du Saint-Empire romain germanique.
D'abord au service du roi de France, il est connétable de France de 1515 à 1523. Mais, à la suite d'un procès mené devant le parlement de Paris afin qu'il cède ses territoires à Louise de Savoie, il fait défection au cours de la sixième guerre d'Italie et rejoint le camp de Charles Quint, devenant lieutenant général de l'armée de l'empereur, qui remporte une victoire écrasante le 24 février  1525 à Pavie.
Charles de Bourbon meurt en 1527 lors du siège de Rome, consacrant, selon son biographe Jacques Château, « la fin de l'indépendance de l'Auvergne et du Bourbonnais et leur rattachement à la couronne de France ».

## Biographie

### Origines familiales
Descendant de Louis IX à la huitième génération en ligne masculine, il est le second fils de Gilbert (1443-1496), comte de Montpensier et de Clermont, dauphin d'Auvergne, et de Claire Gonzague (1464-1503), sœur du marquis de Mantoue François II (1466-1519). Il a deux frères Louis (1483-1501 ; fils aîné) et François (1492-1515), tous deux morts sans descendance, et deux sœurs, Louise (future duchesse de Montpensier) et Renée (dame de Mercœur et future duchesse de Lorraine).
La branche des comtes de Montpensier, issue de Jean Ier de Bourbon (1381-1434), son arrière-grand-père, est la première branche cadette de la lignée des ducs de Bourbon, dont la branche aînée est alors représentée par Pierre II, sire de Beaujeu (1438-1503), duc de Bourbon après la mort de son frère aîné Jean II en 1488, sans fils légitime.
Par les mariages de ses sœurs, Charles de Bourbon-Montpensier est le beau-frère de Louis de Bourbon-Vendôme, prince de la Roche-sur-Yon (1473-1520), et du duc Antoine de Lorraine (1489-1544).

### L'entrée dans la famille des ducs de Bourbon

#### Une enfance à la cour ducale de Moulins (1494-1501)
Gilbert de Bourbon-Montpensier quitte le royaume en 1494 aux côtés de Charles VIII pour participer à la première guerre d'Italie. Sa femme l'accompagnant pendant au moins une partie de la campagne, leurs enfants sont confiés au duc Pierre II et à son épouse Anne (Anne de Beaujeu, 1461-1522), fille de Louis XI et régente durant la minorité de Charles VIII (1470-1498), dont la résidence principale se trouve à Moulins.
Nommé vice-roi de Naples, Gilbert de Bourbon-Montpensier meurt à Pouzzoles en 1496.

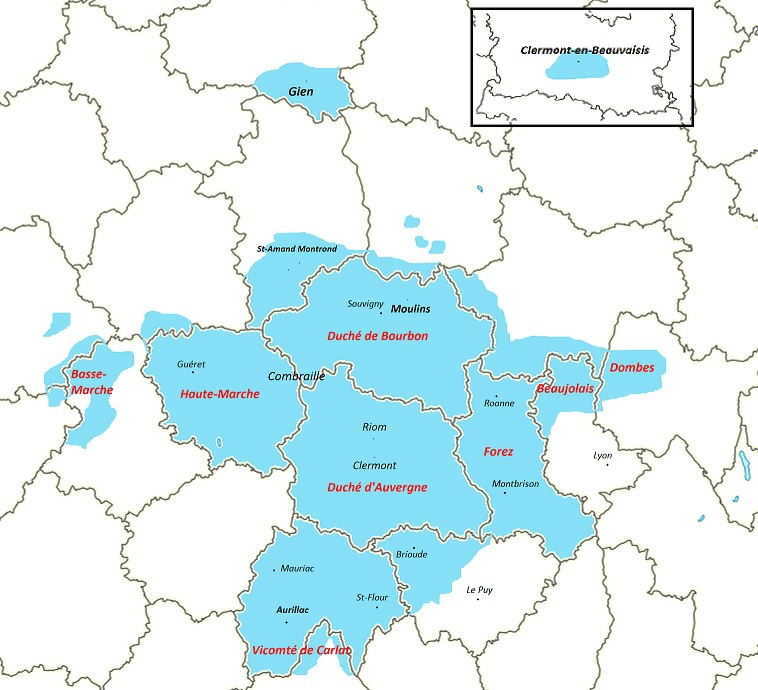
Possessions de Charles III de Bourbon. La capitale de la principauté bourbonnaise est Moulins.

Le destin des enfants Bourbon-Montpensier se confond dès lors avec celui des Bourbons. Le duc et la duchesse élèvent Charles et ses deux frères Louis et François comme leurs propres enfants, Charles, seigneur de Clermont (1476-1498) et Suzanne (1491-1521).
Après la mort de leur fils, le couple ducal se brouille avec Louis, devenu comte de Montpensier à la mort de son père Gilbert. Ses frères cadets Charles et François, en revanche, restent à Moulins et font figure de fils de substitution, en particulier pour Anne de France.

« Le comte Charles, c'est ainsi qu'on l'appelait à la cour d'Anne de France, duchesse de Bourbonnais, était traité par cette princesse comme un fils aurait pu l'être.
« Bien faisait-elle nourrir et entretenir ledit comte Charles, » dit Marillac, qui fut son secrétaire, « lui faisant apprendre le latin à certaines heures du jour et quelquefois à courir la lance, piquer les chevaux, tirer de l'arc, où il était enclin... »

— Simon de Coiffier Demoret, Histoire du Bourbonnais et des Bourbons qui l'ont possédé

#### La succession du duc Pierre II (1498-1505)
Le problème de la succession de Pierre II est posé de son vivant, du fait que son fils, Charles de Clermont, meurt en 1498. Suzanne de Bourbon est déclarée apte à succéder par le parlement de Paris, avec l'accord de Louis XII. Mais Louis de Montpensier s'y oppose, empêchant un mariage projeté pour Suzanne.
En 1501, Louis de Montpensier meurt, Charles devient comte de Montpensier. Lorsque Pierre II meurt en 1503, il émet lui aussi des prétentions à lui succéder, en sa qualité d'arrière-petit-fils agnatique de Jean Ier de Bourbon. Aussi, Anne favorise son mariage avec Suzanne.

« Pierre II n'avait eu d'Anne de France qu'une fille, Suzanne de Bourbon, et suivant leur contrat de mariage, tel que l'avait dicté Louis XI, tous leurs domaines devaient revenir à la couronne puisqu'ils n'avaient pas d'enfants mâles. Mais Louis XII, quoiqu'il eût eu comme duc d'Orléans à se plaindre vivement des deux époux, leur accorda généreusement en 1499 des lettres qui dérogeaient à cette clause, et rendaient Suzanne habile à leur succéder. Louis II, duc de Bourbon, aîné de la branche de Montpensier, s'étant opposé à l'enregistrement de ces lettres, rompit par cette opposition le mariage projeté de Suzanne avec Charles, duc d'Alençon [futur beau-frère de François 1er]. Louis II étant mort le 14 août 1501, Charles, son frère, renouvela son opposition. Le seul moyen qu'on trouva pour accommoder ce différend, fut de marier Suzanne avec ce prince ; mariage qui s'accomplit le 10 mai 1505. Par le contrat, Charles et Suzanne se firent l'un l'autre une donation mutuelle de leurs droits sur les duchés de Bourbon et d'Auvergne, et c'est ainsi que Charles, depuis connétable de Bourbon, devint le neuvième duc de Bourbon. »

— Jean-Baptiste Glaire, Encyclopédie Catholique V.4

#### Mariage de Charles avec Suzanne de Bourbon, et postérité
Le mariage a lieu en 1505, faisant des époux le couple le plus riche du royaume. Leurs domaines couvrent une bonne partie du Massif central, avec les duchés de Bourbon et d'Auvergne, les comtés de Forez et de la Marche, la seigneurie de Beaujeu et la principauté des Dombes, qui, étant à l'est de la Saône, relève encore de l'Empire.
De cette union naissent trois enfants qui meurent en bas âge : 
- François de Bourbon, comte de Clermont (1517-1518), filleul de François Ier ;
- des jumeaux, nés et morts en 1518.

De constitution faible et très affectée par ces grossesses malheureuses, Suzanne meurt en 1521.
Ce décès relance le problème de la succession de Pierre II : les droits de Charles sont contestés par la cousine germaine de Suzanne, Louise de Savoie, mère de François Ier.
Charles a aussi eu une fille illégitime, Catherine, mariée à Bertrand Salmart, seigneur de Ressis.
Par ailleurs, il est possible qu'il ait eu un quatrième fils, Jean de Bourbon (1525-1592), soit avec Suzanne de Bourbon, soit avec une princesse moghole nommée Alaïque Al Timour (appelée aussi Alaigne de Delhi), et serait ainsi l'ancêtre des Bourbons des Indes, dits « Bourbon-Bhopal », bien que leur filiation ne soit pas prouvée,,,.

#### Généalogie des descendants de Jean Ier de Bourbon
|                                                        |                                                        |                                                        |                                                        |                                                        |                                                        |                            |                            |                                           |                                           | Jean Ier duc de Bourbon                   |                                           |                                           |                                           |  |  |                                |                                |                                |                                |                                |                                |  |  |  |  |  |  |  |  |  |  |  |  |  |  |  |  |  |  |  |  |
|                                                        |                                                        |                                                        |                                                        |                                                        |                                                        |                            |                            |                                           |                                           |                                           |                                           |                                           |                                           |  |  |                                |                                |                                |                                |                                |                                |  |  |  |  |  |  |  |  |  |  |  |  |  |  |  |  |  |  |  |  |
|                                                        |                                                        |                                                        |                                                        |                                                        |                                                        |                            |                            |                                           |                                           |                                           |                                           |                                           |                                           |  |  |                                |                                |                                |                                |                                |                                |  |  |  |  |  |  |  |  |  |  |  |  |  |  |  |  |  |  |  |  |
|                                                        |                                                        |                                                        |                                                        | Charles Ier duc de Bourbon                             | Charles Ier duc de Bourbon                             | Charles Ier duc de Bourbon | Charles Ier duc de Bourbon | Charles Ier duc de Bourbon                | Charles Ier duc de Bourbon                |                                           |                                           |                                           |                                           |  |  | Louis Ier comte de Montpensier | Louis Ier comte de Montpensier | Louis Ier comte de Montpensier | Louis Ier comte de Montpensier | Louis Ier comte de Montpensier | Louis Ier comte de Montpensier |  |  |  |  |  |  |  |  |  |  |  |  |  |  |  |  |  |  |  |  |
|                                                        |                                                        |                                                        |                                                        | Charles Ier duc de Bourbon                             | Charles Ier duc de Bourbon                             | Charles Ier duc de Bourbon | Charles Ier duc de Bourbon | Charles Ier duc de Bourbon                | Charles Ier duc de Bourbon                |                                           |                                           |                                           |                                           |  |  | Louis Ier comte de Montpensier | Louis Ier comte de Montpensier | Louis Ier comte de Montpensier | Louis Ier comte de Montpensier | Louis Ier comte de Montpensier | Louis Ier comte de Montpensier |  |  |  |  |  |  |  |  |  |  |  |  |  |  |  |  |  |  |  |  |
|                                                        |                                                        |                                                        |                                                        |                                                        |                                                        |                            |                            |                                           |                                           |                                           |                                           |                                           |                                           |  |  |                                |                                |                                |                                |                                |                                |  |  |  |  |  |  |  |  |  |  |  |  |  |  |  |  |  |  |  |  |
| Marguerite x Philippe II duc de Savoie                 | Marguerite x Philippe II duc de Savoie                 | Marguerite x Philippe II duc de Savoie                 | Marguerite x Philippe II duc de Savoie                 | Marguerite x Philippe II duc de Savoie                 | Marguerite x Philippe II duc de Savoie                 |                            |                            | Pierre II duc de Bourbon x Anne de France | Pierre II duc de Bourbon x Anne de France | Pierre II duc de Bourbon x Anne de France | Pierre II duc de Bourbon x Anne de France | Pierre II duc de Bourbon x Anne de France | Pierre II duc de Bourbon x Anne de France |  |  | Gilbert comte de Montpensier   | Gilbert comte de Montpensier   | Gilbert comte de Montpensier   | Gilbert comte de Montpensier   | Gilbert comte de Montpensier   | Gilbert comte de Montpensier   |  |  |  |  |  |  |  |  |  |  |  |  |  |  |  |  |  |  |  |  |
| Marguerite x Philippe II duc de Savoie                 | Marguerite x Philippe II duc de Savoie                 | Marguerite x Philippe II duc de Savoie                 | Marguerite x Philippe II duc de Savoie                 | Marguerite x Philippe II duc de Savoie                 | Marguerite x Philippe II duc de Savoie                 |                            |                            | Pierre II duc de Bourbon x Anne de France | Pierre II duc de Bourbon x Anne de France | Pierre II duc de Bourbon x Anne de France | Pierre II duc de Bourbon x Anne de France | Pierre II duc de Bourbon x Anne de France | Pierre II duc de Bourbon x Anne de France |  |  | Gilbert comte de Montpensier   | Gilbert comte de Montpensier   | Gilbert comte de Montpensier   | Gilbert comte de Montpensier   | Gilbert comte de Montpensier   | Gilbert comte de Montpensier   |  |  |  |  |  |  |  |  |  |  |  |  |  |  |  |  |  |  |  |  |
| Louise de Savoie x Charles d'Orléans comte d'Angoulême | Louise de Savoie x Charles d'Orléans comte d'Angoulême | Louise de Savoie x Charles d'Orléans comte d'Angoulême | Louise de Savoie x Charles d'Orléans comte d'Angoulême | Louise de Savoie x Charles d'Orléans comte d'Angoulême | Louise de Savoie x Charles d'Orléans comte d'Angoulême |                            |                            | Suzanne duchesse de Bourbon               | Suzanne duchesse de Bourbon               | Suzanne duchesse de Bourbon               | Suzanne duchesse de Bourbon               | Suzanne duchesse de Bourbon               | Suzanne duchesse de Bourbon               |  |  | Charles III duc de Bourbon     | Charles III duc de Bourbon     | Charles III duc de Bourbon     | Charles III duc de Bourbon     | Charles III duc de Bourbon     | Charles III duc de Bourbon     |  |  |  |  |  |  |  |  |  |  |  |  |  |  |  |  |  |  |  |  |
| Louise de Savoie x Charles d'Orléans comte d'Angoulême | Louise de Savoie x Charles d'Orléans comte d'Angoulême | Louise de Savoie x Charles d'Orléans comte d'Angoulême | Louise de Savoie x Charles d'Orléans comte d'Angoulême | Louise de Savoie x Charles d'Orléans comte d'Angoulême | Louise de Savoie x Charles d'Orléans comte d'Angoulême |                            |                            | Suzanne duchesse de Bourbon               | Suzanne duchesse de Bourbon               | Suzanne duchesse de Bourbon               | Suzanne duchesse de Bourbon               | Suzanne duchesse de Bourbon               | Suzanne duchesse de Bourbon               |  |  | Charles III duc de Bourbon     | Charles III duc de Bourbon     | Charles III duc de Bourbon     | Charles III duc de Bourbon     | Charles III duc de Bourbon     | Charles III duc de Bourbon     |  |  |  |  |  |  |  |  |  |  |  |  |  |  |  |  |  |  |  |  |
|                                                        |                                                        |                                                        |                                                        |                                                        |                                                        |                            |                            |                                           |                                           |                                           |                                           |                                           |                                           |  |  |                                |                                |                                |                                |                                |                                |  |  |  |  |  |  |  |  |  |  |  |  |  |  |  |  |  |  |  |  |
| François Ier roi de France                             |                                                        |                                                        |                                                        |                                                        |                                                        |                            |                            |                                           |                                           |                                           |                                           |                                           |                                           |  |  |                                |                                |                                |                                |                                |                                |  |  |  |  |  |  |  |  |  |  |  |  |  |  |  |  |  |  |  |  |

### Au service du roi de France (1507-1523)

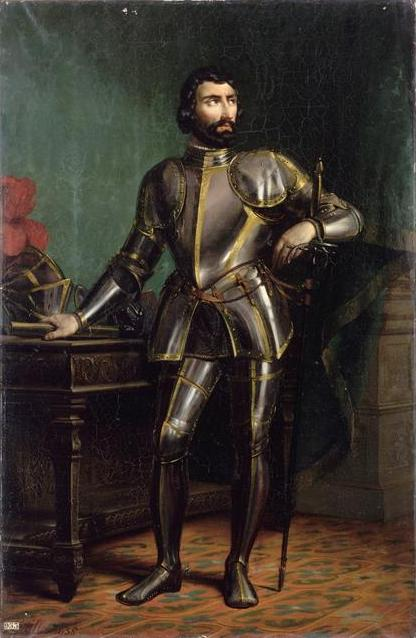
Charles III de Bourbon. Tableau de Bernard Gaillot. Conservé au château de Versailles.

#### La quatrième guerre d'Italie (1508-1513)
En 1507, il accompagne Louis XII à Gênes, alors que le roi de France envisage une quatrième expédition en Italie.
Celle-ci débute en 1509 à la suite de la formation de la ligue de Cambrai (1508) et il combattit les Vénitiens à Agnadel.
En 1512, le roi le nomme gouverneur du Languedoc et l'envoie combattre Ferdinand II d'Aragon qui envahit le royaume de Navarre, s'emparant des territoires situés sur le versant sud des Pyrénées.

#### La cinquième guerre d'Italie (1515-1516) et ses suites
En 1515, il défend le duché de Bourgogne attaqué par Maximilien Ier de Habsbourg tout en préservant le pays des pillages des troupes alliées du sieur de la Tremoille[pas clair].
Il dirige l'armée lors de la bataille de Marignan, une victoire qui permet à François Ier de s'emparer du Milanais.
Charles de Bourbon est alors nommé connétable de France et gouverneur du duché de Milan. Il défend le Milanais contre les troupes de Charles Quint avec succès. Il est pourtant rappelé en France en mars 1516 et remplacé par le maréchal de Lautrec.

#### La richesse de Charles de Bourbon
En 1517, à l'occasion de la naissance de François de Bourbon, le roi, parrain du nouveau-né, séjourne au château de Moulins et est frappé par le faste des lieux, la magnificence des fêtes et des habits. Le connétable exhibe même des flamants roses, des oiseaux encore jamais vus en Occident. Sa richesse lui permet d'entretenir une cour considérable. Il semble que François Ier en ait conçu quelque dépit et de la jalousie.

« Le roi se rendit à Moulins, où Bourbon étala pour le recevoir une telle magnificence, qu'un sentiment de jalousie se glissa dans l'âme de François Ier, qui ne put s'empêcher de dire qu'un roi de France aurait bien de la peine à en faire autant. »

La cour de Moulins est la première en France à accueillir un bâtiment de style Renaissance, construit par Anne de France pour son frère Charles VIII (roi de France).
Les possessions sous son autorité sont si grandes que, lors de l'entrevue du camp du Drap d'Or (juin 1520), à laquelle le connétable est invité, le roi d'Angleterre, Henri VIII s'adresse à François Ier en lui disant : « Si j'avais chez moi un tel sujet, sa tête ne resterait pas très longtemps sur ses épaules. ».

#### La mort de Suzanne de Bourbon (1521) et le conflit avec la famille royale (1521-1522)

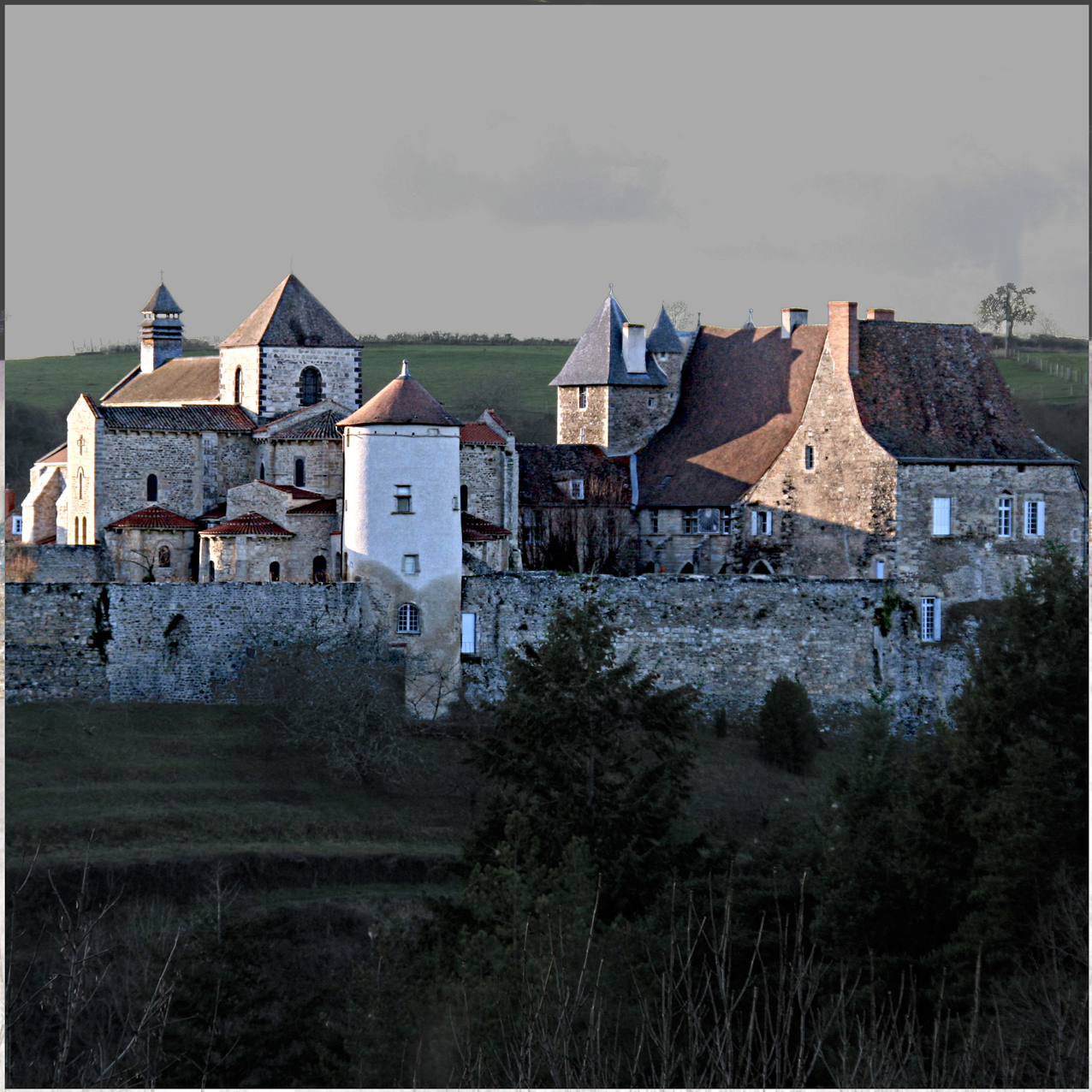
Château de Chantelle. L'édifice est depuis reconverti en abbaye.

En 1521, Suzanne de Bourbon meurt. Louise de Savoie, sa plus proche parente, mère de François Ier, revendique alors les fiefs des Bourbon, en tant que petite-fille du duc Charles Ier de Bourbon.
Il semblerait que la reine-mère, Louise de Savoie, ait éprouvé certains sentiments envers Charles III qui était réputé beau et fier, sentiments qui, ayant été froissés, se seraient mués en rancune

« [...] ce prince avait le caractère trop haut pour se soumettre aux caprices d'une maîtresse, quelque élevé que fût son rang. La duchesse outragée travailla de concert avec Duprat et Bonnivet à le perdre dans l'esprit du roi. »

Le procès qui s'ensuit dure des mois et tourne finalement en défaveur de Charles : le parlement de Paris, suivant la volonté du roi, est sur le point de transférer les biens des Bourbon à Louise de Savoie, en dépit de la jurisprudence, du contrat de mariage et de l'opinion d'Anne de France qui vit retirée à Chantelle.
Les affronts envers le connétable se multiplient, si bien que sa position dans le royaume de France devient intenable. Sur le conseil d'Anne de Beaujeu, il engage des négociations avec Charles Quint et finit par s'exiler en 1523. Cette même année, le connétable de Bourbon, devenu fugitif, demande l'hospitalité à son ancien écuyer, Henri Arnauld dit « de Lallières » qui le reçoit au château d'Herment dont il est capitaine.
Les biens de Charles de Bourbon sont mis sous séquestre et le chancelier Duprat annonce publiquement qu'il va rétrograder le duc de Bourbon au rang de simple gentilhomme.
Attribuées formellement à Louise de Savoie en 1527-1528, les possessions de Charles de Bourbon sont rattachées au domaine royal à la mort de Louise (1531).

### Au service de Charles Quint (1523-1527)

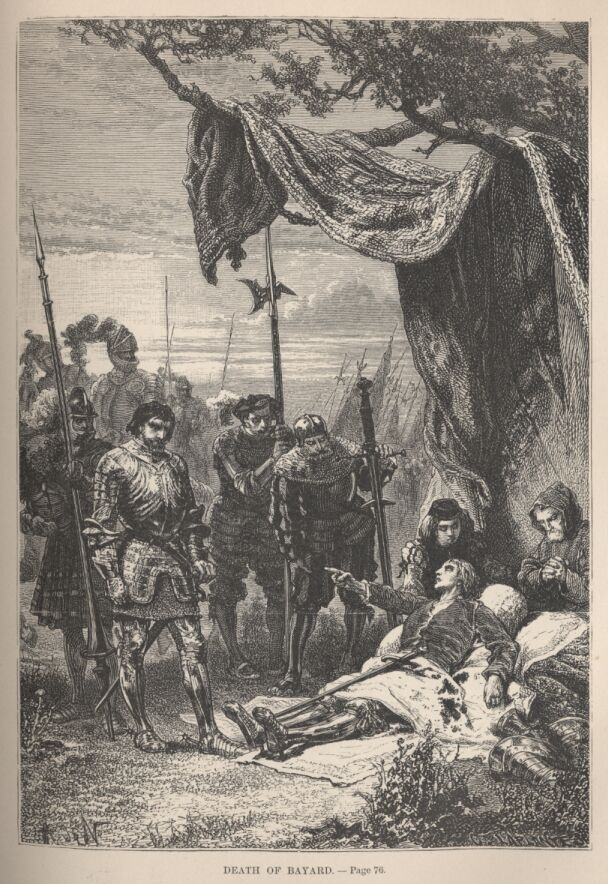
La mort de Bayard.

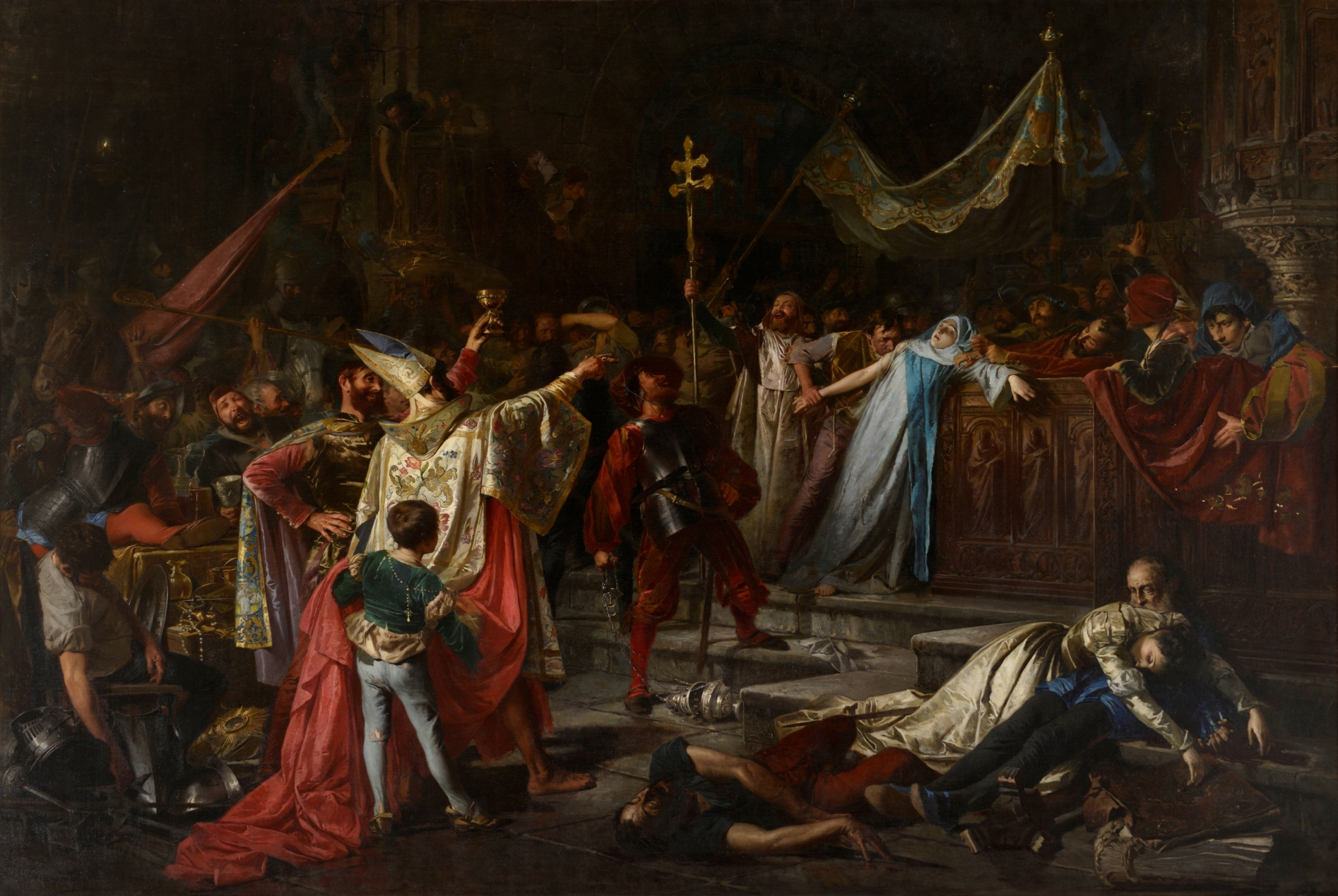
Le sac de Rome de 1527.

#### La sixième guerre d'Italie et le traité de Madrid (1526)
Charles de Bourbon est nommé lieutenant général par Charles Quint, alors engagé dans la sixième guerre d'Italie contre François Ier. L'empereur lui promet le mariage avec une de ses sœurs, Éléonore ou Catherine, avec une dot de cent mille écus.
Combattant l'armée française, il remporte la bataille de la Sesia (30 avril 1524), durant laquelle est tué le chevalier Bayard. Il envahit alors la Provence, conformément au plan mis au point entre Henri VIII, Charles Quint et lui et s'empare d'Antibes, de Cannes, de Fréjus, de Draguignan et d'Hyères avant de devoir assiéger Marseille, contre sa volonté, pensant que c'était une erreur et que la ville était trop bien défendue. Les échecs des assauts successifs et l'arrivée d'une armée de secours obligeant la levée du siège conforte alors sa pensée. L'échec à Marseille l'oblige à retourner dans le Piémont pour joindre son armée à celle de l'empereur. Il participe à la bataille de Pavie, une lourde défaite pour François Ier, qui y est fait prisonnier.
Il entre alors en conflit avec Charles Quint, qui refuse de soutenir toutes ses exigences : outre la restitution de ses biens et de ceux de sa femme, il demande une dispense d'hommage vis-à-vis du roi de France, l'érection de la Provence en principauté souveraine et un mariage effectif avec une des sœurs de l'empereur.
Dans le traité de Madrid (1526), il n'obtient que la restitution de ses biens et le droit de demander qu'on réexamine ses prétentions sur la Provence. L'empereur lui donne en plus l'investiture du duché de Milan, à charge pour lui de le conquérir.

#### La septième guerre d'Italie et la mort de Charles de Bourbon
Assez déçu, il retourne en Italie. Mais l'armée dont il dispose, principalement composée de Suisses et de lansquenets qui ne sont pas payés depuis plusieurs mois, se rebelle. Il envoie d'abord un de ses lieutenants qui est tué. Il décide alors de se présenter devant ses hommes, leur offrant sa vaisselle et ses bijoux et leur demandant de le suivre encore.
En 1527, débute la septième guerre d'Italie, qui oppose Charles Quint à la ligue de Cognac, qui réunit la France, la papauté, Florence, Milan, Venise et l'Angleterre.
Charles de Bourbon attaque la riche ville de Sienne, qui est prise et pillée. Il envisage ensuite de faire la même chose à Florence, une des villes les plus prospères d'Italie, mais les Florentins renforcent leur défense, ce qui le pousse à renoncer à ses plans.
Il met alors le siège devant Rome, mais est tué le 6 mai par un coup d'arquebuse reçu en pleine poitrine pendant l'assaut. La ville est pourtant prise et pillée le 6 mai, puis occupée près d'un an par une soldatesque que Charles Quint ne cherche pas particulièrement à apaiser. Le pape se réfugie au Château-Saint-Ange.
Charles de Bourbon est inhumé à Gaëte, dans un tombeau assez simple, en principe provisoire en attendant un transfert à Milan. Mais cette sépulture était encore visible au XVIIIe siècle.

### Le connétable de Bourbon dans la littérature
- Lorànt Deutsch, Sylvain Runberg, Eduardo Ocaña, François Ier et le Connétable de Bourbon, série Histoires de France - Tome 1 : XVIe siècle - coédition Casterman et Michel Lafon  (ISBN 978-2203060227)
- Franck Ferrand, La Régente Noire, série La cour des Dames, tome 1. Flammarion 2007.
- Ernest Montusès, Contre son roi, 1914, pièce en quatre actes écrite en alexandrins, qui porte sur la rébellion du connétable.
- Michel de Grèce, Le Rajah Bourbon, Paris, Jean-Claude Lattès, 2007, 207 p., roman historique  (ISBN 978-2-7096-2922-5).
- Philippe Banquet, Mystères à l'Italienne, éditions Fortuna, 2011, 350 p., roman d'aventures inspiré en bonne partie par le Connétable.
- Jacques-Antoine-Hippolyte de Guibert, Le Connétable de Bourbon : tragédie en 5 actes, Paris, 1786 (lire en ligne)